# Acido palmitico
L'acido palmitico (acido esadecanoico secondo la nomenclatura IUPAC, talvolta indicato con il termine ambiguo palmitina) è uno degli acidi grassi saturi più comuni negli animali e nelle piante. È un solido bianco che fonde a 63,1 °C e la sua formula chimica è CH3(CH2)14COOH. Il nome deriva dal fatto che si trova nell'olio di palma, specificatamente in maniera inferiore all'estratto del frutto il quale contiene prevalentemente grassi monoinsaturi, bensì nel nocciolo della pianta, ma è contenuto anche nel burro, nel formaggio, nel latte e nella carne.
L'acido palmitico è il primo acido grasso prodotto durante la sintesi degli acidi grassi e da esso possono essere prodotti acidi grassi a catena più lunga.
Alcuni derivati dell'acido palmitico sono stati usati durante la seconda guerra mondiale per produrre napalm.
La riduzione dell'acido palmitico genera alcool cetilico (o palmitolo o 1-esadecanolo).
Secondo uno studio del 2009, determinerebbe nell'ipotalamo una resistenza alla produzione di insulina e leptina, responsabili del senso di sazietà.
Secondo un altro studio del 2015, l'acido palmitico determinerebbe un'aumentata espressione di p53 e conseguentemente un incremento dell'espressione della proteina p665hc nelle cellule beta pancreatiche, associata ad una maggiore generazione di radicali dell'ossigeno e un accrescimento dell'apoptosi delle cellule beta..
Il palmitato di miricile è il principale componente della cera d'api.